# Urs Graf

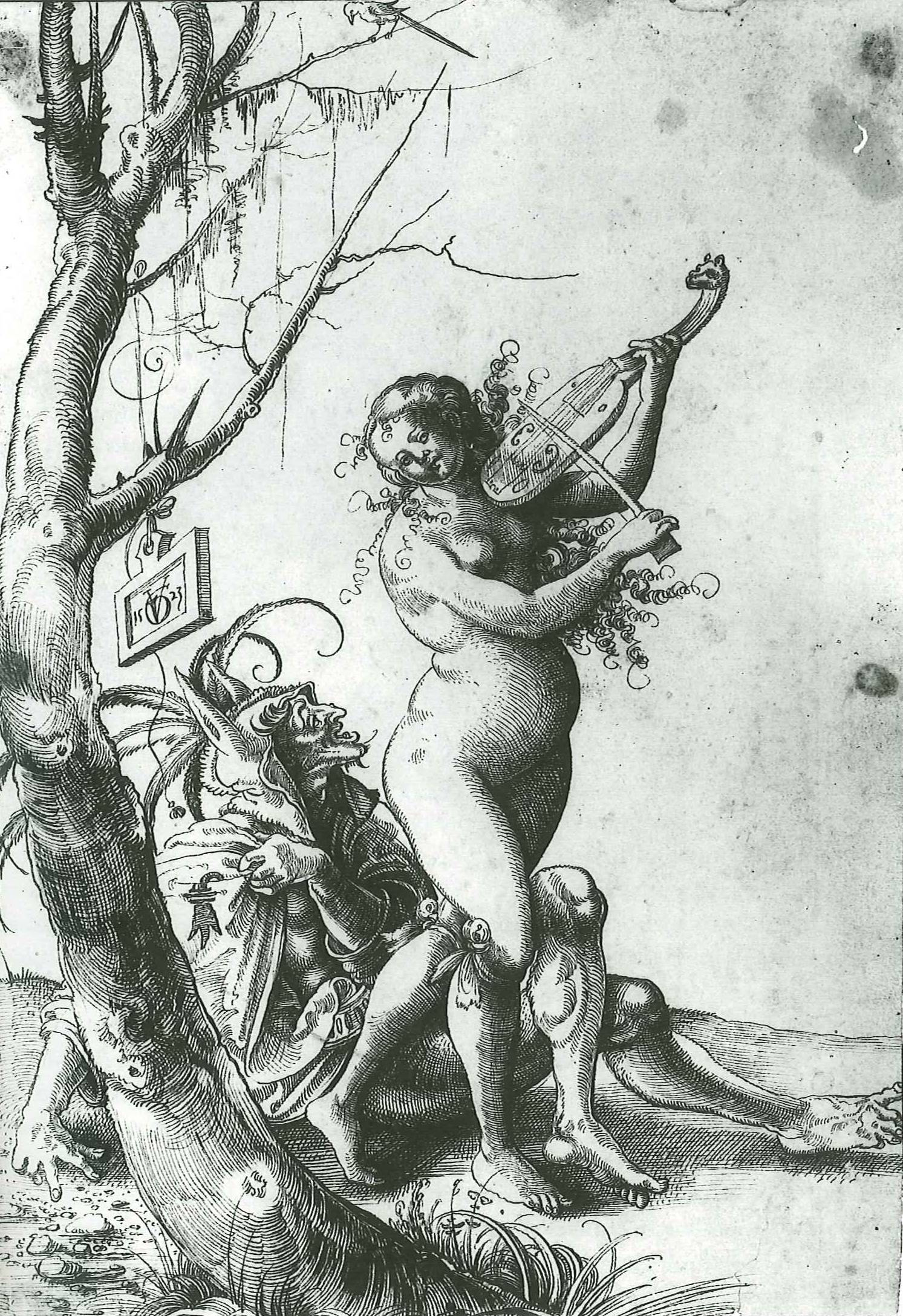
Nackte Fiedlerin mit einem alten Basler Narren, 1523.

Urs Graf, född omkring 1485, död 1527 eller 1528, var en schweizisk konstnär.

## Biografi
Graf utbildades i Basel och på resor, bland annat i Italien och Frankrike. Han utvecklade, trots ett oregelbundet liv, en ytterst mångsidig och fruktbar verksamhet som målare, grafiker, guldsmed och medaljkonstnär. I sina teckningar och grafiska arbeten röjer Graf en intressant sammansmältning mellan gotiska och renässanselement.
Graf anses vara den som utförde den äldsta kända etsningen (1513).